# Mistrzostwa Nordyckie w Zapasach 2012
Mistrzostwa odbyły się w duńskim mieście Aarhus, 12 maja 2012 roku.

## Tabela medalowa
Gospodarz zawodów został zaznaczony kolorem.
| Poz. | Państwo   |   |   |   | Łącznie |
| ---- | --------- | - | - | - | ------- |
| 1    | Szwecja   | 4 | 1 | 1 | 6       |
| 2    | Finlandia | 2 | 3 | 5 | 10      |
| 3    | Norwegia  | 1 | 1 | 1 | 3       |
| 4    | Dania     | 0 | 2 | 0 | 2       |
|      | Łącznie   | 7 | 7 | 7 | 21      |

## Wyniki

### Styl klasyczny
| Konkurencja        | Złoto                | Srebro             | Brąz               |
| Kategoria do 55 kg | Anders Rønningen     | Emil Sundberg      | Toufan Ahmadi      |
| Kategoria do 60 kg | Jussi-Pekka Niemistö | Tobias Fonnesbek   | Ville Pasanen      |
| Kategoria do 66 kg | Vahab Daneshvar      | Fredrik Bjerrehuus | Lari Hirvi         |
| Kategoria do 74 kg | Veli-Karri Suominen  | Jussi Talvitie     | Christoffer Häger  |
| Kategoria do 84 kg | Kristofer Johansson  | Jarno Aalander     | Sebastian Huovinen |
| Kategoria do 96 kg | Mikael Nyberg        | Felix Baldauf      | Miltos Miltiadous  |
| Kategoria 120 kg   | Sebastian Lönnborn   | Oskari Riihioja    | Juuso Huovinen     |